# Claude Kiambe
Claude Kiambe, noto semplicemente come Claude (Kinshasa, 16 settembre 2003), è un cantautore della Repubblica Democratica del Congo naturalizzato olandese.
Ha rappresentato i Paesi Bassi all'Eurovision Song Contest 2025 con il brano C'est la vie, classificandosi al dodicesimo posto.

## Biografia
Nato nella capitale congolese, Claude è emigrato nei Paesi Bassi con la famiglia all'età di 9 anni. Dopo aver passato un anno e mezzo in un centro per richiedenti asilo ad Alkmaar, la sua famiglia si è successivamente stabilita a Enkhuizen, dove ha conseguito il diploma di scuola superiore (HAVO). Ha successivamente studiato gestione alberghiera all'università, ma ha abbandonato gli studi senza aver conseguito la laurea.
Claude è salito alla ribalta nel 2019, quando ha preso parte all'ottava edizione di The Voice Kids su RTL 4. Durante le audizioni, si è esibito con il brano Papaoutai di Stromae, conquistando l'approvazione di tutti e quattro i giudici. Il suo percorso è proseguito fino alla fase delle Battles, dove è stato poi eliminato. Negli anni successivi ha partecipato, tra le altre cose, al talent show Are You Next?, in cui ha vinto un contratto discografico con l'etichetta Cloud 9 Music.
Nel 2022, dopo aver incontrato il producer Arno Krabman e il cantautore Joren van der Voort, ha pubblicato il singolo di debutto Ladada (Mon dernier mot), che ha scalato le Dutch Charts, che è stato certificato diamante dalla Nederlandse Vereniging van Producenten en Importeurs van beeld- en geluidsdragers e che ha fruttato all'artista vari premi, tra cui un 3FM Award per il miglior artista esordiente e un premio Qmusic come artista dell'anno. Ha successivamente partecipato al programma televisivo olandese Beste Zangers.
Nell'aprile 2023 avrebbe dovuto essere l'artista di supporto per i concerti di Stromae, ma questi sono stati cancellati per motivi di salute del cantante belga. È stato successivamente confermato come artista di supporto per il duo olandese Suzan & Freek nel novembre di quell'anno.
Nel 2024 ha pubblicato il suo primo album in studio Parler français, scritto interamente dall'artista bilingue in francese e olandese. L'album è stato promosso attraverso una tournée tra il Belgio e i Paesi Bassi. Nello stesso anno, Claude è stato insignito del titolo di Ambasciatore della Libertà.
Il 19 dicembre 2024, l'emittente televisiva olandese AVROTROS ha annunciato di aver selezionato internamente Claude per rappresentare i Paesi Bassi all'Eurovision Song Contest 2025 a Basilea. Il suo brano eurovisivo, C'est la vie, è stato presentato il 27 febbraio 2025. Qualificatosi dalla prima semifinale, ha poi preso parte alla finale eurovisiva del 17 maggio, dove si è classificato dodicesimo con 175 punti.

## Discografia

### Album in studio
- 2024 – Parler français

### Singoli
- 2022 – Ladada (Mon dernier mot)
- 2023 – Layla
- 2023 – Vas-y (ga maar) (con Suzan & Freek)
- 2024 – Écoutez-moi
- 2024 – Parler français
- 2024 – La pression
- 2024 – Je t'aime (con Zoë Tauran)
- 2025 – C'est la vie